# بيركهولدرية هاضمة للدخيلة
بيركهولدرية هاضمة للدخيلة (الاسم العلمي: Burkholderia xenovorans) هي نوع من البكتيريا، سلبية الغرام، تتبع جنس البيركهولدرية.